# Kloster Trebnitz
Das Kloster Trebnitz (lateinisch Monasterium Trebnicense; polnisch Sanktuarium św. Jadwigi w Trzebnicy) war ein Kloster der Zisterzienserinnen in Trebnitz im Herzogtum Schlesien. Es war das erste Frauenkloster im Bistum Breslau und bestand bis zur Säkularisation 1810. 1899–1945 diente es als Generalmutterhaus der schlesischen Borromäerinnen. Nach dem Zweiten Weltkrieg 1945 wurde es mit polnischen Borromäerinnen besiedelt. Es enthält die Grabstätte der hl. Hedwig und gehört zu den weltweit acht internationalen katholischen Heiligtümern und ist als Geschichtsdenkmal geschützt.

## Geschichte

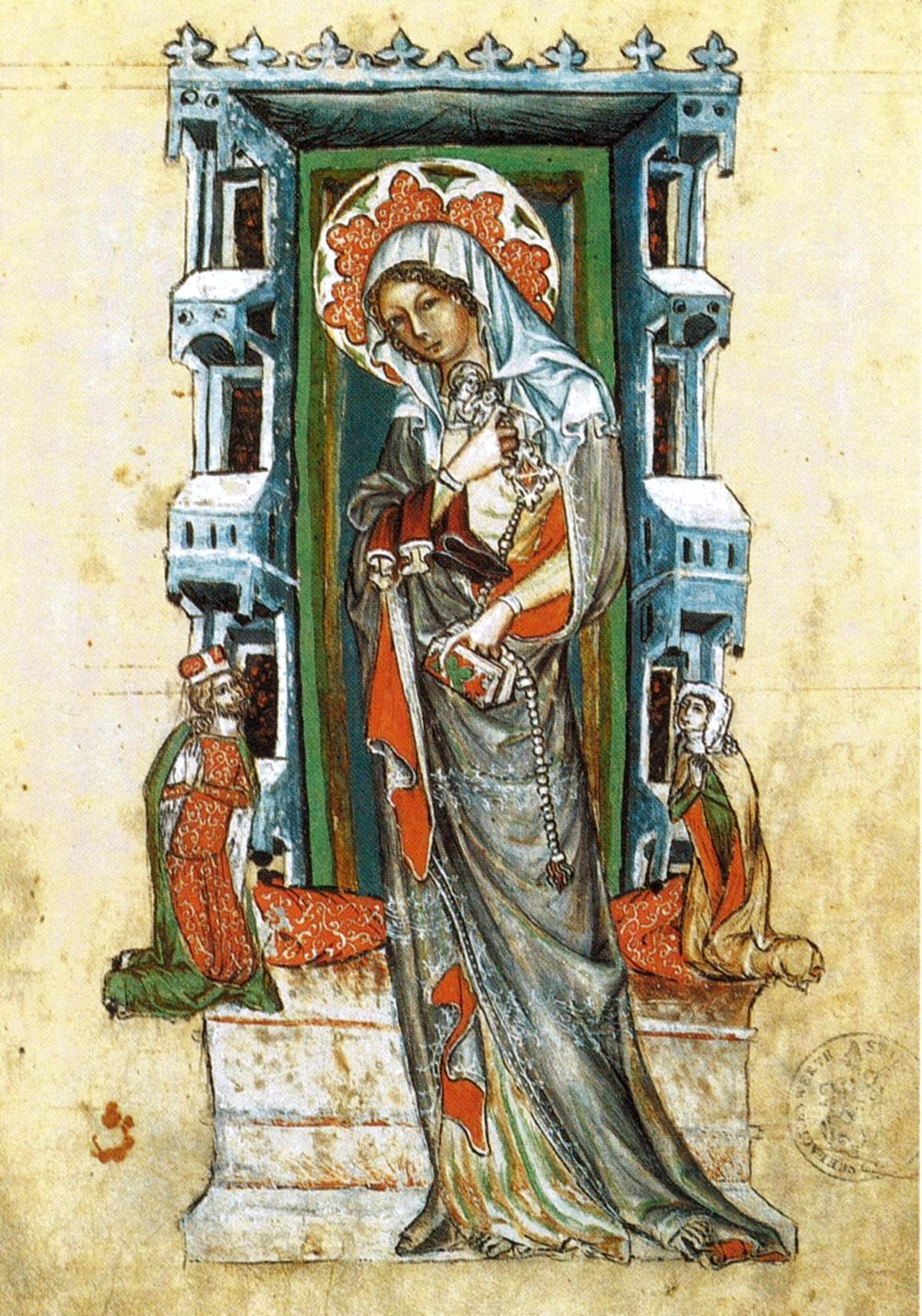
Die Heilige Hedwig von Andechs (1174–1243), Herzogin von Schlesien und Polen (Darstellung von 1353)

Das Zisterzienserinnenkloster Trebnitz wurde im Jahre 1202 von Herzog Heinrich I. auf Anregung seiner Gemahlin Hedwig von Andechs gegründet. Es wurde vom Herzogspaar mit Besitzungen, Einkünften und Privilegien reich ausgestattet. Zum Bau wurden Strafgefangene eingesetzt, die dadurch ihre Strafe abbüßen konnten. Die Stiftungsurkunde vom 23. Juni 1203 wurde in Gegenwart von Hedwigs Bruder Ekbert, der Bischof von Bamberg war, sowie ihrem Onkel, dem damaligen Bamberger Dompropst Poppo, unterzeichnet. Das Kloster wurde mit Zisterzienserinnen des Bamberger Klosters St. Theodor besiedelt. Erste Äbtissin wurde Petrissa, Hedwigs einstige Lehrerin aus dem Frauenkloster in Kitzingen. Hedwigs Tochter Gertrud trat 1212 als Nonne in das Kloster ein und war dort Äbtissin von 1232 bis zu ihrem Tod 1268. Kurz vor ihrem Tod schenkte Hedwig 1242 ihr Kammergut Schawoine dem Kloster unter der Bedingung, dass die Einkünfte davon lebenslänglich ihrer Tochter Gertrud gehören sollen.
Da das Kloster bemüht war, alle herzoglichen Rechte über seine Besitzungen zu erwerben, übertrug Herzog Konrad X. von Oels 1480 dem Kloster alle oberen Rechte in der Stadt Trebnitz. In den Jahren 1728 und 1793 musste das Kloster an die kaiserliche Kasse jeweils 20.000 Reichstaler entrichten.
Am 30. Oktober 1810 erließ König Friedrich Wilhelm III. das Säkularisationsedikt, durch das die Aufhebung des Klosters und damit der Verlust der Grundherrschaft verfügt wurde. Die Klosterkirche dient seither als katholische Pfarrkirche. Die Klostergebäude wurden zunächst teilweise als Fabrik benutzt.
1870 erwarben die schlesischen Malteser den südlichen Teil der Klostergebäude, in dem sie ein Krankenhaus einrichteten, in dem Borromäusschwestern aus Neisse in der Krankenpflege dienten. Sie erwarben 1889 den Nordflügel des Klosters, in dem sie ihr Generalmutterhaus der seit 1857 eigenständigen schlesischen Kongregation einrichteten. Später bewirtschafteten sie den gesamten Komplex. 
Das Generalmutterhaus errichtete sich einen Konvent in Teschen, damals im cisleithanischen Herzogtum Ober- und Niederschlesien, als Ausweichquartier, um zwischen 1879 und 1889 dort dem antikatholischen Kulturkampf in Deutschland zu entgehen. Das Generalmutterhaus und der Palästinaverein der Katholiken Deutschlands einigten sich, dass der Orden Schwestern zur Betreuung der Werke des Vereins in Jerusalem (Hospiz am Jaffator und Schmidt-Schule für Mädchen) entsendet. Der Orden schickte 1886 deutsche Schwestern aus seinem Teschener Konvent.
Nach dem Übergang Schlesiens an Polen infolge des Zweiten Weltkriegs 1945 und der nachfolgenden Vertreibung der deutschen Borromäerinnen, gründeten diese ein Mutterhaus in Görlitz, seit 1948 sitzt das deutsche Generalmutterhaus im Kloster Grafschaft. Die schlesischen Malteser wurden in Trebnitz enteignet, die Klosteranlage durch die polnischen Borromäerinnen weiter besiedelt.

## Klosterkirche

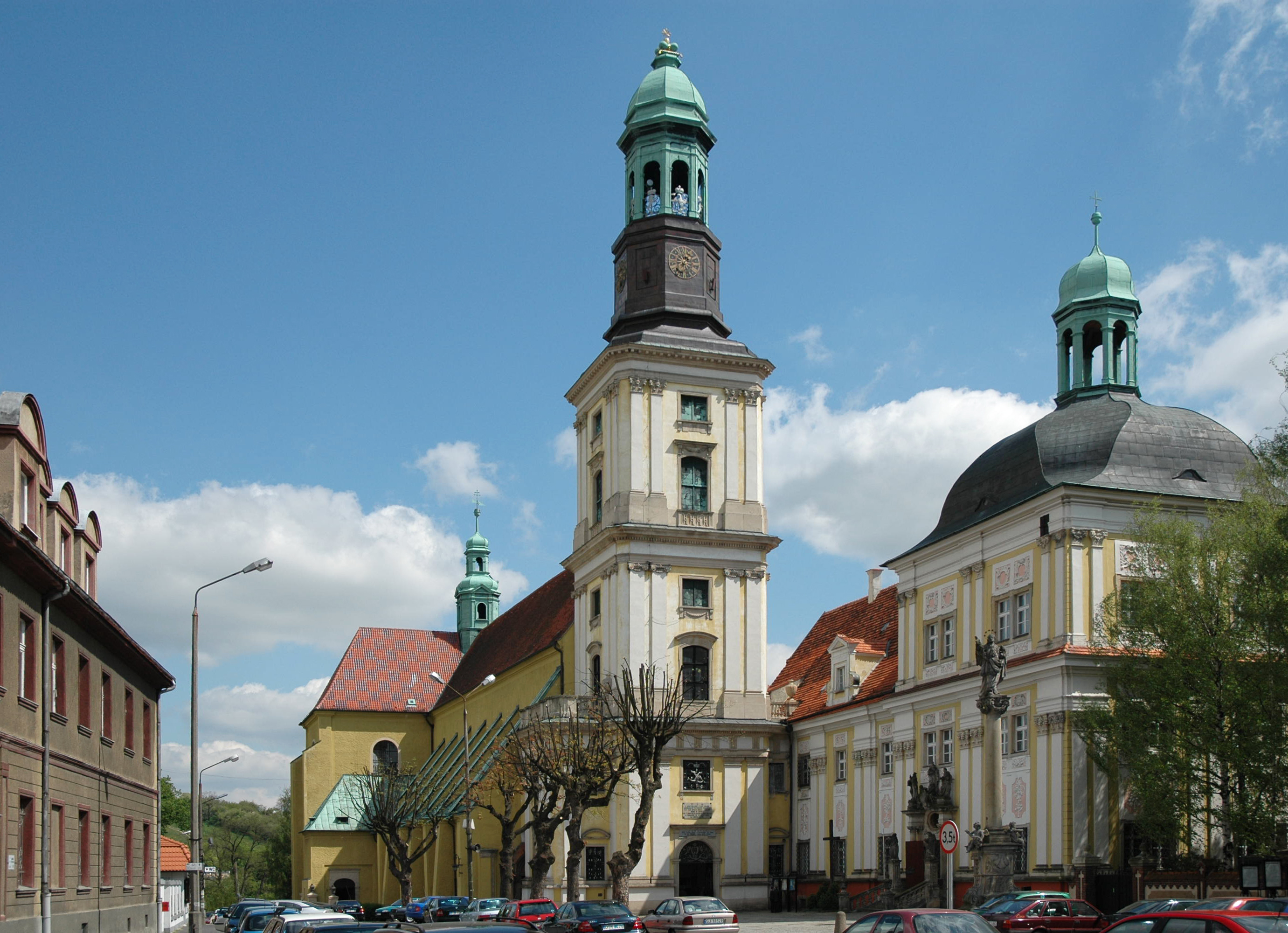
Klosterkirche und Basilika der hl. Hedwig

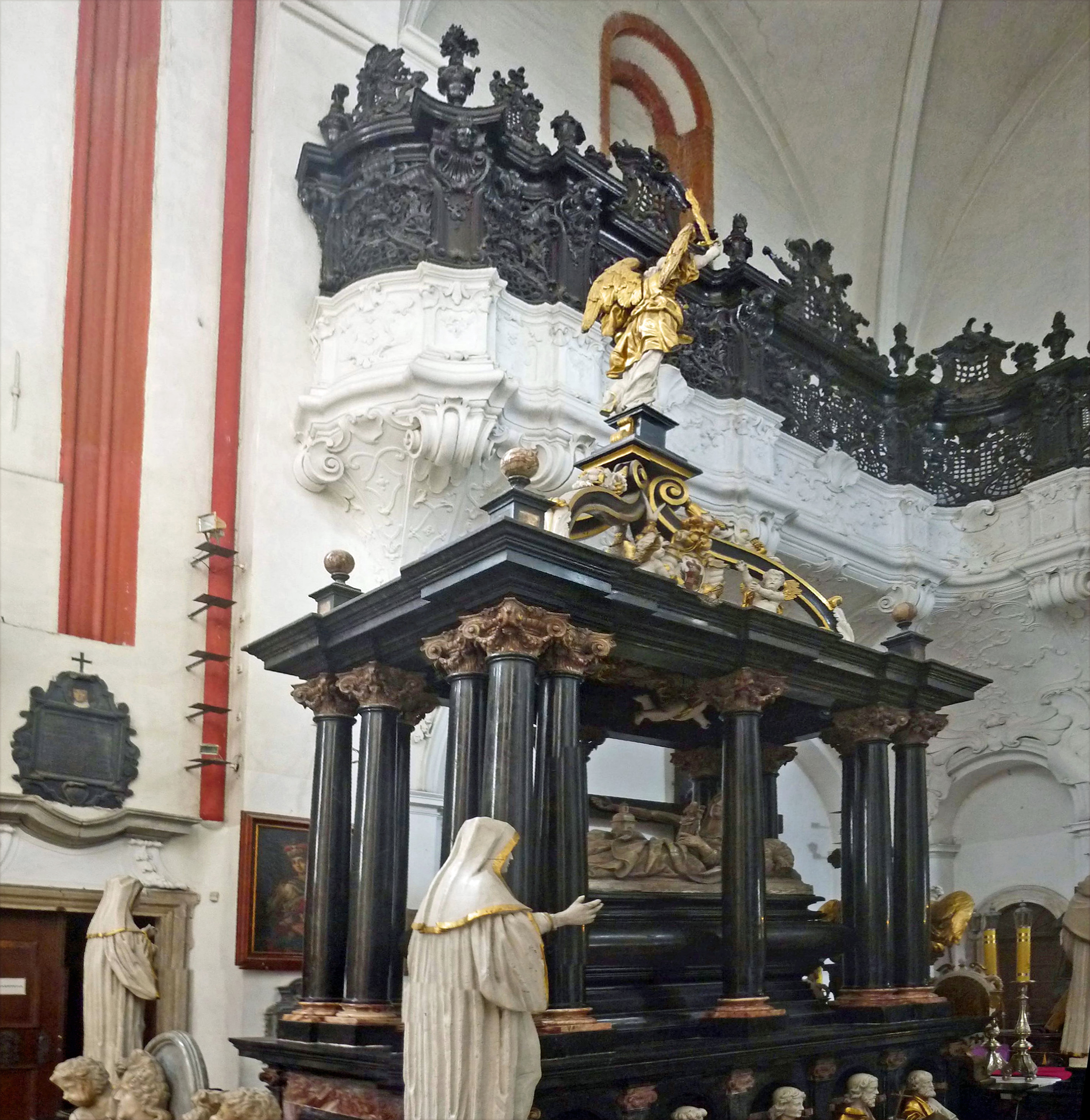
Grab der Hl. Hedwig

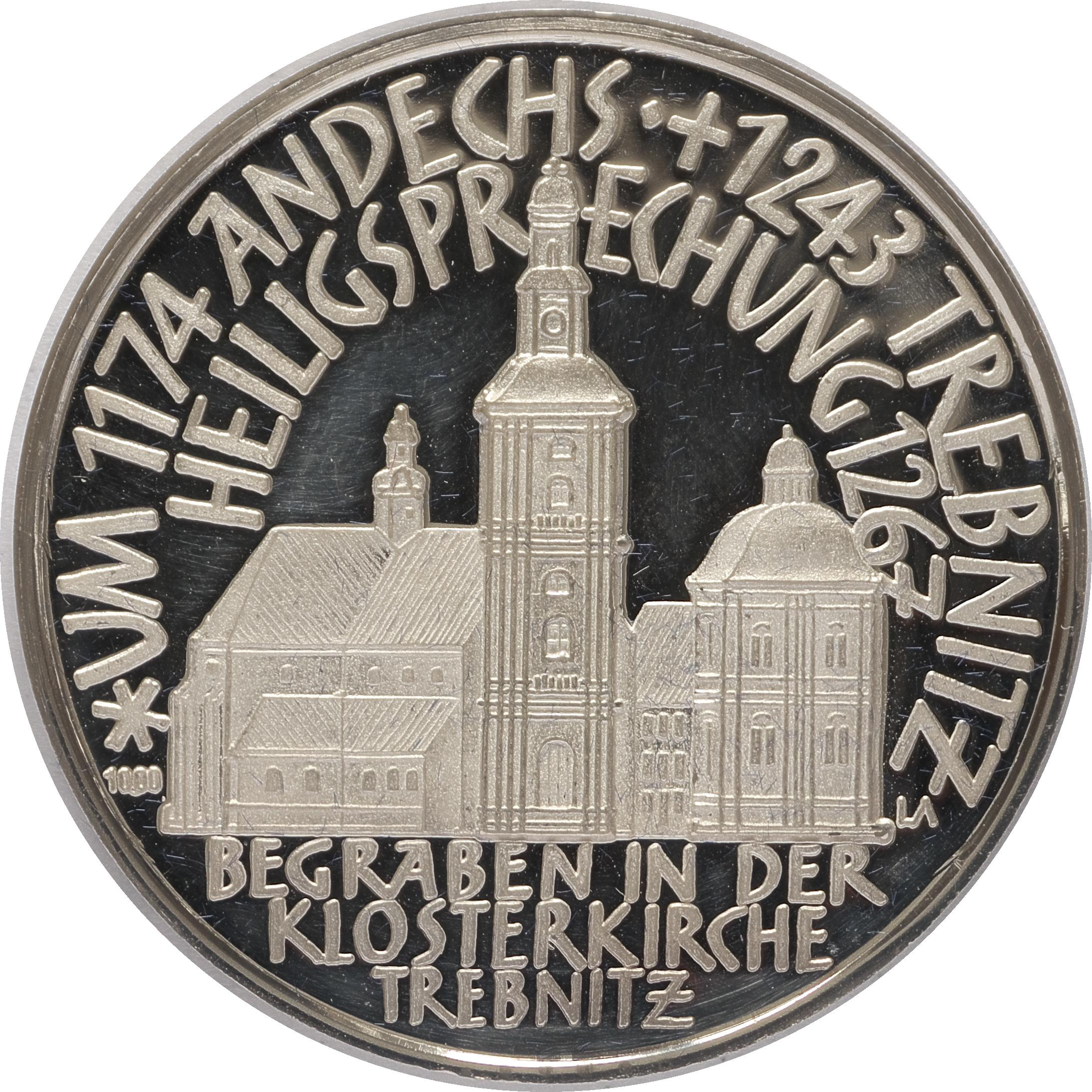
Hedwigsmedaille des Erzbistums Berlin mit einem Bild der Klosteranlage von Trebnitz

Die Klosterkirche wurde 1203–1241 im romanischen Stil errichtet und bereits 1219 geweiht. 1741–1789 erfolgte ein Umbau im Stil des Barock. An ihrer Ausgestaltung waren namhafte Künstler beteiligt, u. a. Franz Joseph Mangoldt, Michael Willmann und Felix Anton Scheffler. Das Hochaltarbild Mariä Himmelfahrt malte 1747/48 Christian Philipp Bentum. Den Entwurf des Orgelprospekts schuf 1903 Hans Poelzig.
Vor dem Hochaltar der Klosterkirche befindet sich das Doppelgrab des Herzogs Heinrich I. und des Hochmeisters des Deutschen Ordens Konrad von Feuchtwangen († 1296). Es stammt aus der zweiten Hälfte des 17. Jahrhunderts.

### Hedwigsgrab
Nach ihrem Tod 1243 wurde die bereits zu Lebzeiten heiligmäßig verehrte Herzogin Hedwig von Andechs in der Klosterkirche bestattet. Nach der Heiligsprechung 1267 erfolgte die Übertragung ihrer Gebeine in das Hedwigsgrab in der Südapsis der Kirche, die kurze Zeit später zu einer Kapelle erweitert wurde, die Hedwigs Enkel Wladislaus, der Erzbischof von Salzburg war, stiftete. 1679/80 erhielt das Hedwigsgrab seine heutige prunkvolle Gestalt. Neben dem Hedwigsgrab fand die letzte Schlesische Piastin Charlotte von Brieg († 1707) ihre letzte Ruhestätte.

## Klostergebäude
Die ursprünglichen Klostergebäude wurden 1202–1218 errichtet. 1697–1726 erfolgte der Bau einer neuen Anlage im Stil des Spätbarocks. Im 19. und 20. Jahrhundert wurde sie um Krankenhaus- und Wirtschaftsgebäude erweitert.